# Microbryum subplanomarginatum
Microbryum subplanomarginatum là một loài Rêu trong họ Pottiaceae. Loài này được (Dixon) R.H. Zander mô tả khoa học đầu tiên năm 1993.